# Paphia (plante)
Genre
Paphia est un genre de plantes à fleurs dicotylédones de la famille des Ericaceae.

## Espèces
- Paphia neocaledonica
- Paphia paniensis
- Paphia vitiensis (type)